# SureAI
SureAI — немецкая студия-разработчик компьютерных игр, основанная в 2003 году. Известна глобальными модификациями на игры серии The Elder Scrolls, в частности — Nehrim: At Fate’s Edge и Enderal: The Shards of Order.

## История

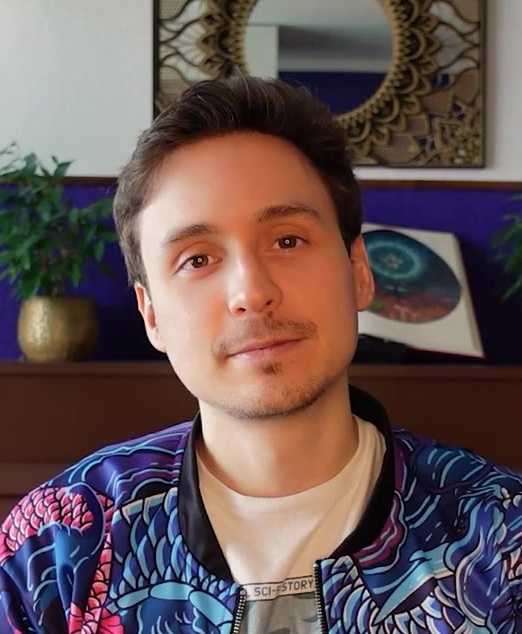
Николас Лицау, сценарист Enderal и ведущий разработчик дополнения Forgotten Stories

Команда SureAI была сформирована в 2003 году из людей, занимавшихся разработкой модификации Arktwend: The Forgotten Realm на The Elder Scrolls III: Morrowind; в том же году она была объединена с командой Black Raven, занимавшейся разработкой мода Myar Aranath на ту же игру.
Первыми проектами SureAI были некоммерческие глобальные модификации на игры серии The Elder Scrolls. Первыми выпущенными играми стали Myar Aranath, доступная только на немецком языке, и Arktwend, получивший перевод на английский язык. На The Elder Scrolls IV: Oblivion студия выпустила модификацию Nehrim, получившую полную озвучку на немецком языке. Nehrim ждал успех среди игроков: по состоянию на 2016 год, его скачало более одного миллиона пользователей.
После выхода Nehrim ведущий разработчик мода, Деннис Вайх, поступил в университет Mediadesign Hochschule, где познакомился с однокурсником Николасом Самуэлем Лицау. Лицау ранее играл в Nehrim и был очень впечатлён встрече с одним из её создателей. Узнав, что студия готовится взяться за новый проект, Enderal: The Shards of Order, Николас присоединился к команде в качестве ведущего сценариста. На заключительном этапе разработки мода университет предоставил команде офис, в котором они могли заниматься разработкой полный рабочий день. Enderal получил полную озвучку на двух языках — английском и немецком; в озвучке мода участвовала берлинская студия звукозаписи 2Day productions и более 80 актёров озвучки, в том числе профессиональных, причём все они работали на безвозмездной основе. Enderal ждал ещё больший успех, чем Nehrim: за первый год после выпуска у мода набралось полтора миллиона скачиваний; кроме того, он привлёк внимание игровых критиков и получил награду «Лучшее произведение фанатов» на церемонии The Game Awards 2016, а также был номинирован на награду «Произведение фанатов года» на SXSW Gaming Awards 2017».
В декабре 2016 года студия анонсировала работу над дополнением Enderal: Forgotten Stories, добавляющем в игру вырезанный контент и включающем в себя новые квесты, переработку талантов и новую секретную концовку. Разработку Forgotten Stories возглавлял Николас Самуэль Лицау, однако в работе над дополнением не принимала участие большая часть студии, занятая в то время другими проектами. По словам Николаса, «это не означает, что SureAI больше не существует или студии что-либо угрожает: это просто означает, что Forgotten Stories является скорее личным сайд-проектом меня как сценариста Enderal». Дополнение вместе с модом было выпущено на платформе Steam 14 февраля 2019 года, благодаря чему мод Enderal стал первой любительской игрой, основанной на Skyrim, получившей отдельную страницу в магазине Steam, не считая вспомогательной модификации Skyrim Script Extender.
17 января 2021 года студия объявила о работе над неанонсированным коммерческим проектом. Всилу этого поддержка Enderal была завершена: выпуск патчей был прекращён, а планы на портирование мода на переиздание Skyrim Special Edition свёрнуты. Студия надеется рассказать о будущем проекте в 2021 году.

## Игры
Моды:
- Myar Aranath: Relicts of Kallidar (2005; мод на The Elder Scrolls III: Morrowind)
- Arktwend: The Forgotten Realm (2006; мод на The Elder Scrolls III: Morrowind)
- Cube Experimental (2009; мод на Fallout 3)
- Nehrim: At Fate’s Edge (2010; мод на The Elder Scrolls IV: Oblivion)
- Enderal: The Shards of Order (2016; мод на The Elder Scrolls V: Skyrim)
- Enderal: Forgotten Stories (2019; мод на The Elder Scrolls V: Skyrim)

Самостоятельные игры:
- Mad Restaurant People (2018)
- Dreadful River (2023)